# Quản lý sinh thái và Đề án Kiểm toán
Quản lý sinh thái và Đề án Kiểm toán (EMAS) là một công cụ quản lý môi trường tự nguyện, được phát triển vào năm 1993 bởi Ủy ban châu Âu. Nó cho phép các tổ chức để đánh giá, quản lý và liên tục cải thiện môi trường của họ. Các chương trình được áp dụng trên toàn cầu và mở cửa cho tất cả các tổ chức tư nhân và công cộng. Để đăng ký EMAS, tổ chức phải đáp ứng các yêu cầu của Quy chể Ủy ban châu Âu về EMAS. Hiện nay, có hơn 4.600 tổ chức và hơn 7.900 trang web đã đăng ký EMAS.

## EMAS Regulation: Structure
Quy chế EMAS EU đòi hỏi 52 điều khoản và 8 phụ lục:
- Chương 1: Những quy định chung Chương II: Đăng ký của các tổ chức
- Chương III: Nghĩa vụ của các tổ chức đăng ký
- Chương IV: Quy định áp dụng đối với cơ quan có thẩm quyền
- Chương V: Bộ kiểm tra môi trường Chương VI: Các cơ quan chứng nhận và cấp phép
- Chương VII: Quy định áp dụng đối với các nước thành viên
- Chương VIII: Quy định áp dụng đối với các Ủy ban
- Chương IX: Điều khoản cuối cùng
- Phụ lục I: Tổng quan về môi trường
- Phụ lục II: Yêu cầu hệ thống quản lý môi trường (dựa trên tiêu chuẩn EN ISO 14001: 2004) và các vấn đề khác sẽ được giải quyết bằng cách tổ chức thực hiện EMAS
- Phụ lục III: Kiểm toán môi trường nội bộ
- Phụ lục IV: Báo cáo môi trường
- Phụ lục V: Logo của EMAS
- Phụ lục VI: Yêu cầu Thông tin đăng ký
- Phụ lục VII: Khai báo xác minh môi trường cho các hoạt động kiểm tra và phê duyệt
- Phụ lục VIII: Bảng tương quan (EMAS II / EMAS III)

Mặc dù EMAS là một quy chế chính thức của EU, nhưng nó chỉ có giá trị ràng buộc đối với các tổ chức tự nguyện quyết định thực hiện Đề án. Quy chế EMAS bao gồm các yêu cầu hệ thống quản lý môi trường theo tiêu chuẩn quốc tế về quản lý môi trường, ISO 14001, và yêu cầu bổ sung cho tổ chức đăng ký EMAS như cam kết của thành viên, đảm bảo tuân thủ pháp luật hoặc công bố một báo cáo về môi trường. Do yêu cầu bổ sung của nó, EMAS được biết đến như là công cụ cao cấp cho quản lý môi trường.

## Triển khai thực hiện EMAS
Để đăng ký với EMAS các tổ chức phải tuân thủ các bước thực hiện như sau (Điều 4 của Quy chế EMAS):
1. Đánh giá môi trường: phân tích toàn diện ban đầu của các hoạt động, các sản phẩm và dịch vụ của tổ chức và tác động môi trường của họ; lập danh mục pháp luật về môi trường,...v...v... 

### Các thông số đặc trưng chính của EMAS
Quản lý sinh thái và Đề án kiểm toán của EU cung cấp chỉ số cốt lõi hoặc thông số chỉ thị (KPI) mà các tổ chức đăng ký có thể đo lường hiện trạng môi trường của họ và theo dõi cải thiện môi trường liên tục của họ dựa vào các mục tiêu đề ra.

#### Những lợi ích chủ yếu của các thông số
- Hiện trạng môi trường có thể được xem xét và theo dõi thường xuyên, tạo tiền đề cho việc ra quyết định quản lý để cải thiện hiệu trạng.
- Hiện trạng cũng có thể được so sánh với đối thủ cạnh tranh để đi đến một quy chuẩn nhất định.
- Việc sử dụng các thông số để theo dõi và báo cáo nhất quán trong suốt quá trình của một tổ chức (có khả năng phân tán trên toàn cầu).

Các bên liên quan bên ngoài có thể nắm được cách hoạt động bảo vệ môi trường của tổ chức và có thể bày tỏ ý kiến và đề xuất cải tiến.

#### Bộ thông số theo quy chuẩn EMAS
Có hiệu lực vào tháng 1 năm 2010, EMAS III đòi hỏi các tổ chức đăng ký báo cáo về các chỉ số hoạt động chủ yếu trong sáu lĩnh vực môi trường chính. Các chỉ số tập trung vào các khía cạnh môi trường và trực tiếp áp dụng cho tất cả các tổ chức đăng ký EMAS.

##### Hiệu suất năng lượng
Tổ chức đăng ký EMAS phải báo cáo về hai chỉ số hiệu quả năng lượng:
```
En1: Tổng tiêu thụ năng lượng hàng năm, thể hiện bằng MWh hoặc GJ
```

Thông số En1 là thước đo năng lượng tiêu thụ, ví dụ như để sản xuất một sản phẩm nào đó. Bằng cách áp dụng các thông số, tổ chức có thể xác định năng lượng tại điểm cao nhất, dùng đánh giá các biện pháp có thể cải thiện và quy chuẩn các quy trình sản xuất của họ cạnh tranh các tổ chức tương tự.
```
EN2: Tỷ lệ phần trăm của En1 từ các nguồn năng lượng tái tạo được sản xuất bởi tổ chức
```

Thông qua việc ứng dụng EN2, tổ chức có thể xem làm thế nào để sử dụng năng lượng cho thân thiện với môi trường hơn. Các nguồn năng lượng tái tạo bao gồm:
• Điện: Quang điện, Năng lượng gió, Thủy điện, Sinh khối
• Nhiệt năng: Năng lượng địa nhiệt, Năng lượng Mặt Trời

##### Hiệu quả sử dụng nguyên liệu
Các thông số môi trường chính EMAS của hiệu quả sử dụng nguyên liệu là:
```
Ma: Tổng khối lượng hàng năm của các nguyên liệu khác nhau được sử dụng, thể hiện bằng tấn
```

Thông số này rất hữu ích để xác định các nguyên liệu quan trọng nhất được sử dụng và giám sát hiệu quả của các biện pháp cải tiến.

##### Nước
Các thông số môi trường chính EMAS của nước là:
```
W: Tổng lượng nước tiêu thụ hàng năm, thể hiện bằng m
3
```

Các thông số cho phép các tổ chức nhằm đánh giá sự thành công của các biện pháp để giảm lượng nước tiêu thụ.

##### Chất thải
Các thông số môi trường chính EMAS của chất thải là:
```
WA1: Tổng lượng chất thải hàng năm được phân loại, thể hiện bằng tấn
```

```
Wa2: Tổng lượng chất thải nguy hại hàng năm, được thể hiện bằng kg hoặc tấn
```

Chất thải nguy hại gây ra tác động môi trường độc hại. Kết quả là các Quy chế EMAS cần phải minh bạch rõ ràng và chất thải nguy hại phải được báo cáo theo một chỉ số cụ thể.

##### Đa dạng sinh học
Các thông số môi trường chính EMAS của đa dạng sinh học là:
```
B: Diện tích sử dụng đất thể hiện trong m²
```

Bằng cách sử dụng các chỉ số, các tổ chức có thể bắt đầu theo dõi tác động đến các hệ sinh thái hoặc môi trường sống, thông qua việc sử dụng đất của họ.

##### Khí thải
Các thông số môi trường chính EMAS của khí thải là:
```
Em1: Tổng lượng phát thải hàng năm các loại khí 
hiệu ứng nhà kính
 tiêu biểu là CO
2
, được thể hiện bằng tấn 
```

Lượng phát thải khí hiệu ứng nhà kính (GHG) của một tổ chức thể hiện sự tác động của tổ chức đó đến môi trường. Các chỉ số không chỉ tập trung vào lượng khí thải CO2 mà còn về khí nhà kính khác (xem danh sách ở trên).
```
EM2: Tổng lượng khí thải hàng năm
```

Thông số này yêu cầu tổ chức phải báo cáo về một số khí thải (xem danh sách ở trên). Sử dụng thông số này giúp cho các tổ chức hiểu rõ hơn về các tác động của họ đến chất lượng không khí.

## EMAS và ISO 14001

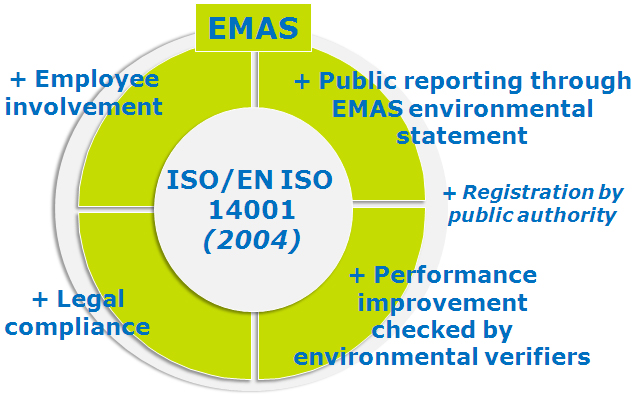
Áp dụng ISO 14001

Hầu hết tất cả các tổ chức được liệt kê vào danh sách của EMAS đều vận hành một hệ thống quản lý môi trường theo như nhu cầu của EMAS. Bởi vì ISO 14001 là một bộ phận không thể thiếu của EMAS, các tổ chức này tự động tuân theo những thủ tục cũng như những yêu cầu về tiêu chuẩn quốc tế. Tuy nhiên, những tổ chức đã được liệt kê vào danh sách EMAS đều hoàn thành yêu cầu vượt trội hơn cả mục tiêu của ISO 14001. Các tổ chức được đăng ký vào EMAS đã chứng minh điều đó.
Sự tín nhiệm: việc thực hiện đầy đủ và thích hợp của EMAS đã được đánh giá bởi chất lượng và không phụ thuộc vào những thanh tra kiểm định môi trường.
Tính rõ ràng, minh bạch: thông qua việc thực hiện về môi trường của họ trong các báo cáo định kỳ. Những báo cáo này bao gồm những thông tin trong việc thực hiện chính của người chỉ thị. Những báo cáo này nên được phê chuẩn thông qua thanh tra môi trường.
Quá trình tiến hành việc cải thiện: được thông qua lời cam kết của chính bản thân họ trong công việc ở môi trường thực tế. Hiệu suất làm việc cũng được đánh giá bởi các chuyên gia môi trường. ISO 14001 là những yêu cầu duy nhất để cải thiện hệ thống quản lý môi trường.
Sự chấp thuận: được thông qua việc thực hiện đầy đủ trong việc áp dụng quyền lập pháp về môi trường.
Lời cam kết của các đơn vị liên quan: bao gồm các công nhân và các đơn vị liên quan khác để mang lợi nhuận đến từ sự tận tụy của họ, những ý kiến, những kĩ năng và những kinh nghiệm mà họ có được.

## Lợi ích và kinh phí của EMAS
EMAS là một nhãn sinh thái toàn diện và mà việc thực hiện đòi hỏi một số nguồn lực tài chính và nhân sự nhất định. Đổi lại, EMAS giúp cho các tổ chức có nhiều lợi thế để vượt qua khó khăn về tài chính. Cũng như thay đổi để cải thiện hiệu suất riêng biệt của mỗi tổ chức và phải xem xét các yếu tố môi trường và kinh tế khác nhau. Do sự không đồng nhất trên của các tổ chức đăng ký nên việc tính toán lợi ích trung bình và chi phí của EMAS là gần như không khả thi. Những lợi ích tài chính của một tổ chức đăng ký EMAS có thể khác nhau ở mỗi nước. Ví dụ như một số nước cho cắt giảm đáng kể các chi phí không có lợi, giảm chi phí cấp phép và thủ tục cấp phép nhanh hơn. Tuy nhiên, một số nghiên cứu cung cấp các điểm tham chiếu về lợi ích và chi phí. Năm 2009, EU công bố nghiên cứu về các chi phí và lợi ích EMAS để tổ chức có thể dự trù và đăng ký vào EMAS. Các kết quả của nghiên cứu này được tóm tắt trong tập thông tin sau.

### Những lợi ích chính
• Các hoạt động môi trường và tài chính thông qua một hệ thống chuẩn: ví dụ: tăng nguồn lực và hiệu quả năng lượng, giảm chất thải.
• Quản lý rủi ro và cơ hội: ví dụ: tuân thủ pháp luật, cứu trợ pháp lý.
• Sự tin cậy, minh bạch và uy tín: ví dụ: tuyên bố về môi trường, các chỉ số hoạt động quan trọng, kiểm tra và phê chuẩn qua bộ thẩm tra môi trường độc lập.
• Tạo động lực và quyền hạn cao hơn cho nhân viên: VD cải thiện nhận thức và làm việc nhóm của đội ngũ nhân viên.

### Chi phí
• Chi phí cố định: lệ phí xác nhận và xác minh, lệ phí đăng ký, tích hợp logo EMAS vào thiết kế của công ty.
• Chi phí phát sinh: tư vấn chuyên môn để hỗ trợ thực hiện và báo cáo, thường không bắt buộc nhưng gấp cần thiết.
• Chi phí nội bộ: nhân lực và kỹ thuật cần thiết cho việc thực hiện, quản lý và báo cáo.

## Giải thưởng EMAS
Giải thưởng EMAS khen ngợi nỗ lực về bảo vệ môi trường được thực hiện bởi EMAS. EU đã đưa ra những giải thưởng hàng năm kể từ năm 2005. Giải thưởng EMAS trong quản lý môi trường được trao hàng năm cho các công ty và các cơ quan công quyền trong 6 mục khác nhau. Giải thưởng EMAS môi năm tập trung vào 1 vấn đề khác nhau. Mỗi năm những người nhận giải EMAS đều có những thành tựu cụ thể trong các hoạt động môi trường của họ. Chủ đề trước đây bao gồm hiệu quả sử dụng tài nguyên môi trường và quản lý chất thải. Chủ đề EMAS 2011 là sự tham gia của các bên có liên quan để tiếp tục cải thiện liên tục.

## Sự phát triển của EMAS
Các quy chế đầu tiên của EMAS đã được thông qua vào năm 1993 và đi vào hoạt động năm 1995. Ban đầu nó được giới hạn cho các công ty trong ngành công nghiệp.
Với các phiên bản đầu tiên của Quy chế EMAS năm 2001 (EMAS II), chương trình mở ra cho tất cả các thành phần kinh tế bao gồm các dịch vụ công cộng và tư nhân. Ngoài ra, EMAS II đã được củng cố bởi sự hội nhập của các yêu cầu quản lý môi trường theo tiêu chuẩn ISO 14001. bằng cách áp dụng một logo EMAS để báo hiệu sự tham gia của các bên liên quan; và bằng cách xem xét mạnh mẽ hơn tác động gián tiếp như những người liên quan đến dịch vụ tài chính hoặc quyết định hành chính và lập kế hoạch.
Các phiên bản mới nhất của EMAS có hiệu lực vào ngày 11 Tháng 1 năm 2010 (EMAS III). Với sự ra đời của EMAS III, chương trình này được áp dụng trên toàn cầu và không còn giới hạn trong các nước thành viên EU. Với EMAS III EU cũng giới thiệu bắt buộc chỉ số hiệu suất chính (KPI) để phù hợp với các báo cáo về hoạt động môi trường. Số lượng các tổ chức đăng ký EMAS tăng từ 2.140 năm 1997 lên 4.659 trong năm 2011.